# Pennisetum henryanum
Pennisetum henryanum là một loài thực vật có hoa trong họ Hòa thảo. Loài này được F.Br. mô tả khoa học đầu tiên năm 1931.